# Barbarzyńca i gejsza
Barbarzyńca i gejsza (ang. The Barbarian and the Geisha) – amerykańsko-japoński film przygodowy z 1958 roku w reżyserii Johna Hustona. Wyprodukowany został przez amerykańskie studio 20th Century Fox.
Premiera filmu miała miejsce 30 września 1958 roku w Stanach Zjednoczonych.

## Fabuła
Mieszkańcy i władze wioski Shimoda bronią się przed obcymi wpływami, nie uznając żadnych misji dyplomatycznych. Pierwsze lody ma przełamać amerykański konsul Townsend Harris (John Wayne). Aby mieć kontrolę nad Amerykaninem, przebiegły możnowładca Tamura (Sō Yamamura) podsuwa mu piękną gejszę, Okichi (Eiko Ando), aby go szpiegowała.

## Obsada
Źródło: Filmweb
- John Wayne jako Townsend Harris
- Eiko Ando jako Okichi
- Sam Jaffe jako Henry Heusken
- Sō Yamamura jako Tamura
- Kodaya Ichikawa jako Daimyo
- Tokujiro Iketaniuchi jako Harusha
- Fuji Kasai jako lord Hotta

i inni

## Zdjęcia
Zdjęcia realizowane były na terenie Stanów Zjednoczonych (Los Angeles) i Japonii (m.in. w Kioto oraz w świątyni Tōdai-ji w mieście Nara).